# Liste der Premierminister Indiens
Die Liste der Premierminister von Indien stellt alle Premierminister in einer Liste dar.

## Geschichte
Bei seiner Unabhängigkeit 1947 nahm Indien die Staatsform einer parlamentarischen Bundesrepublik an, mit einem Premierminister an der Spitze der Regierung und einem Präsidenten als Staatsoberhaupt mit überwiegend repräsentativen Aufgaben.
Bisher konnten drei verschiedene Parteien den Premierminister Indiens stellen. Von allen bisherigen Regierungschefs, war Jawaharlal Nehru mit 17 Jahren am längsten im Amt. Ihm folgte die einzige weibliche Premierministerin Indiens Indira Gandhi mit 16 Jahren.

## Liste der Premierminister von Indien
| Premierminister der Republik Indien | Premierminister der Republik Indien | Premierminister der Republik Indien | Premierminister der Republik Indien    | Premierminister der Republik Indien | Premierminister der Republik Indien | Premierminister der Republik Indien |
| #                                   | #                                   | Bild                                | Name                                   | Amtsantritt                         | Amtsaustritt                        | Partei                              |
| ----------------------------------- | ----------------------------------- | ----------------------------------- | -------------------------------------- | ----------------------------------- | ----------------------------------- | ----------------------------------- |
| 1                                   |                                     | Jawaharlal Nehru                    | Jawaharlal Nehru (1889–1964)           | 15. August 1947                     | 27. Mai 1964 (im Amt verstorben)    | INC                                 |
| –                                   |                                     | Gulzarilal Nanda                    | Gulzarilal Nanda (1898–1998) (interim) | 27. Mai 1964                        | 9. Juni 1964                        | INC                                 |
| 2                                   |                                     | Lal Bahadur Shastri                 | Lal Bahadur Shastri (1904–1966)        | 9. Juni 1964                        | 11. Januar 1966 (im Amt verstorben) | INC                                 |
| –                                   |                                     | Gulzarilal Nanda                    | Gulzarilal Nanda (1898–1998) (interim) | 11. Januar 1966                     | 24. Januar 1966                     | INC                                 |
| 3                                   |                                     | Indira Gandhi                       | Indira Gandhi (1917–1984)              | 24. Januar 1966                     | 24. März 1977                       | INC                                 |
| 4                                   |                                     | Morarji Desai                       | Morarji Desai (1896–1995)              | 24. März 1977                       | 28. Juli 1979                       | JNP                                 |
| 5                                   |                                     | Charan Singh                        | Chaudhary Charan Singh (1902–1987)     | 28. Juli 1979                       | 14. Januar 1980                     | JNP (S)                             |
| (3)                                 |                                     | Indira Gandhi                       | Indira Gandhi (1917–1984)              | 14. Januar 1980                     | 31. Oktober 1984 (im Amt ermordet)  | INC                                 |
| 6                                   |                                     | Rajiv Gandhi                        | Rajiv Gandhi (1944–1991)               | 31. Oktober 1984                    | 2. Dezember 1989                    | INC                                 |
| 7                                   |                                     | Vishwanath Pratap Singh             | Vishwanath Pratap Singh (1931–2008)    | 2. Dezember 1989                    | 10. November 1990                   | JD                                  |
| 8                                   |                                     | Chandra Shekhar                     | Chandra Shekhar (1927–2007)            | 10. November 1990                   | 21. Juni 1991                       | JD                                  |
| 9                                   |                                     | P. V. Narasimha Rao                 | P. V. Narasimha Rao (1921–2004)        | 21. Juni 1991                       | 16. Mai 1996                        | INC                                 |
| 10                                  |                                     | Atal Bihari Vajpayee                | Atal Bihari Vajpayee (1924–2018)       | 16. Mai 1996                        | 1. Juni 1996                        | BJP                                 |
| 11                                  |                                     |                                     | H. D. Deve Gowda (* 1933)              | 1. Juni 1996                        | 21. April 1997                      | JD                                  |
| 12                                  |                                     | Inder Kumar Gujral                  | Inder Kumar Gujral (1919–2012)         | 21. April 1997                      | 19. März 1998                       | JD                                  |
| (10)                                |                                     | Atal Bihari Vajpayee                | Atal Bihari Vajpayee (1924–2018)       | 19. März 1998                       | 22. Mai 2004                        | BJP                                 |
| 13                                  |                                     | Manmohan Singh                      | Manmohan Singh (1932–2024)             | 22. Mai 2004                        | 26. Mai 2014                        | INC                                 |
| 14                                  |                                     | Narendra Modi                       | Narendra Modi (* 1950)                 | 26. Mai 2014                        | amtierend                           | BJP                                 |